# الخراز (صنعاء القديمة)

تعديل مصدري - تعديل

حارة الخراز هي إحدى حارات مدينة صنعاء القديمة، بلغ تعداد سكانها 675 نسمة حسب تعداد اليمن لعام 2004.